# Emilio Estiú
Emilio Estiú (La Plata, Argentina, 1914, ibídem, 1984) fue un profesor de filosofía y de estética argentino. Escribió varios libros e hizo traducciones de varios pensadores alemanes. Una sala de la biblioteca de la Universidad de La Plata lleva su nombre.
Entre sus obras destacadas se encuentra Arte y posibilidad publicada durante el Primer Congreso de Filosofía realizado en Mendoza en 1949.